# Onda pseudosenoidal
Una onda pseudosenoidal es una onda que pretende hacer la función de una onda senoidal, pero que no es realmente senoidal. Es el tipo de onda que suelen producir los cicloconvertidores o inversores
Cuando se convierte una corriente continua o una corriente alterna de una frecuencia dada a una corriente alterna de frecuencia distinta, no es eficaz que la onda de salida sea una onda senoidal real.
Cuando un transistor esta en un estado parcialmente cerrado (ni completamente cerrado ni abierto totalmente), se produce una pérdida notable en el transistor en forma de calor. La pérdida en un estado de saturación (completamente abierto y dando la máxima tensión) o de corte (completamente cerrado con tensión nula), es en teoría nula y en la práctica muy pequeña.
Cuando se produce una onda senoidal con muchos estados intermedios entre la tensión máxima y la nula (0 voltios) se necesita cerrar parcialmente el transistor, lo que produce pérdidas energéticas en el transistor.
Para solucionarlo se utiliza la conmutación rápida entre los estados de máxima tensión y nula. Esta técnica, llamada Modulación por ancho de pulsos (PWM),  también se utiliza en corriente continua para regular la potencia de motores, sin malgastar energía. 
En aplicaciones de corriente alterna, la PWM se utiliza para simular una onda alterna. En la parte de la onda senoidal en que la tensión es más baja, los pulsos son de la tensión máxima pero de duración muy corta y en las zonas de tensión máxima (parte superior de la onda) las duración de los pulsos es mucho más larga.
Además del ahorro de energía, tiene la ventaja de que se pueden utilizar componentes electrónicos de potencia que no permiten más que estar en estado completamente abierto o cerrado, como los triacs o los tiristores.
Véase también:
- Inversor
- Corriente alterna
- Onda senoidal